# شهرستان شون
شهرستان شون (به لاتین: Xun County) یک شهرستان‌های جمهوری خلق چین در چین است که در هبی واقع شده‌است.